# Subsonica
Subsonica es una banda de rock italiana creada en Turín (1996).  

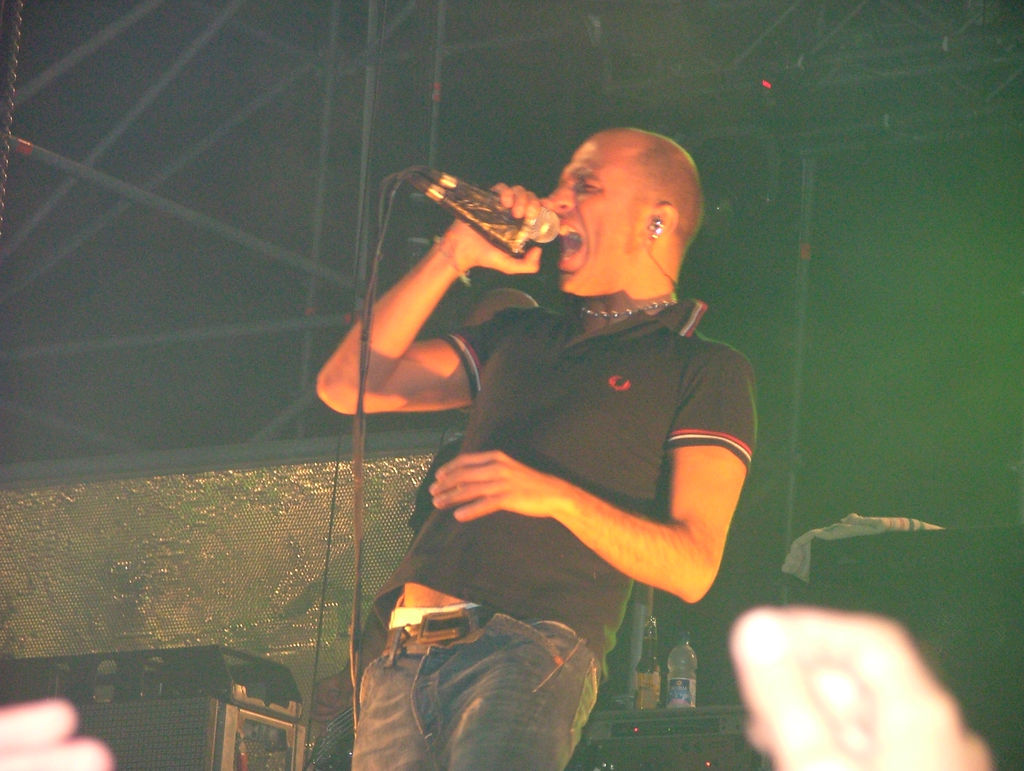
Samuel, vocalista.

Su debut y el debut de su primer álbum fue a finales de 1996. La banda ganó en popularidad cuando participó en el Festival de Música de San Remo. Destaca el éxito de los dos primeros singles del álbum Microchip Emozionale, "Tutti i miei sbagli" ("Todos mis errores") y "Discoteca labirinto" ("Disco Laberinto").
Su último álbum de estudio, Realtà Aumentata, fue publicado en 2024.

## Miembros
- Davide "Boosta" Di Leo (Nacido en Turín el 27 de septiembre de 1974)
- Enrico "Ninja" Matta (Nacido en Turín el 24 de septiembre de 1971)
- Luca "Bass Vicio" Vicini (Nacido en Susa el 5 de octubre de 1971)
- Massimiliano "C. Max" Casacci (Nacido en Turín el 11 de octubre de 1963)
- Umberto "Samuel" Romano (Nacido en Turín el 7 de marzo de 1972)

## Discografía

### Álbumes
- Subsonica 1997
- Coi piedi sul palco 1998
- Microchip Emozionale 1999
- Amorematico 2002
- Controllo del livello di rombo 2003
- Terrestre 2005
- Sub urbani 2005
- Terrestre live ed altre disfunzioni 2006
- L'eclissi 2007
- Subsonica Studio Box 2008 (pack que contiene los 4 álbumes de estudio publicados entre 1997 y 2005: Subsonica, Microchip emozionale, Amorematico y Terrestre, más un quinto CD con remixes)
- Eden 2011
- Una Nave In Una Foresta 2014
- 8 2018
- Microchip temporale 2019
- Mentale Strumentale 2020
- Realtà Aumentata 2024

### Sencillos
- "Istantanee" (1997)
- "Cose che non ho" (1998)
- "Radioestensioni" (1998)
- "Preso blu" (1998)
- "Colpo di pistola" (1999)
- "Liberi tutti" (1999)
- "Tutti i miei sbagli" (2000)
- "Discolabirinto" (2000)
- "Nuvole rapide" (2001)
- "Nuova ossessione (2002)
- "Mammifero" (2002)
- "L'errore" (2003)
- "Abitudine" (2005)
- "Corpo a corpo" (2005) (en el videojuego FIFA 06)
- "Incantevole" (2005)
- "'Vita d'altri" (2006)
- "L'odore" (2006)
- "Coriandoli a Natale" (2006)
- "La glaciazione" (2007)
- "L'ultima risposta" (2008)
- "Nei nostri luoghi" (2008)
- "Strade" (2009)
- "Eden" (2010)
- "Istrice" (2011)
- "Il diluvio" (2011)